# Fontariopsis socotrensis
Fontariopsis socotrensis är en mångfotingart som beskrevs av Pocock 1903. Fontariopsis socotrensis ingår i släktet Fontariopsis och familjen Oxydesmidae. Inga underarter finns listade i Catalogue of Life.